# Le Palace (Périgueux)
Pour les articles homonymes, voir Le Palace.
Le Palace est une salle de spectacle française située à Périgueux, dans le département de la Dordogne. Ce théâtre compte 210 places en gradins disposées dans plusieurs salles permettant aux artistes d'y résider. Les troupes et les compagnies programmées, soutenues par l'Odyssée, le théâtre principal de la ville, viennent travailler ici pour leurs créations et leurs spectacles.

## Histoire
Le bâtiment, orné d'une marquise, est édifié en 1909-1910. Propriété de la Société des Immeubles cinématographiques, la salle de cinéma présentait 525 places et servait occasionnellement à des bals, des concerts, des conférences, ou des représentations théâtrales. En 1932, elle est achetée par la ville de Périgueux.
Le 10 mai 1944, la milice et la police de Vichy arrêtent et regroupent 211 personnes au Palace puis les internent en Haute-Vienne, les déportent vers l'Allemagne ou les transfèrent vers les chantiers du mur de l'Atlantique pour y effectuer des travaux forcés. Une plaque inaugurée en 1988 et apposée dans le hall relate cet évènement.
Sur la période 1984-1988, le bâtiment est transformé en théâtre, selon les plans de l'architecte scénographe Yves Lejeune.

Détails architecturaux
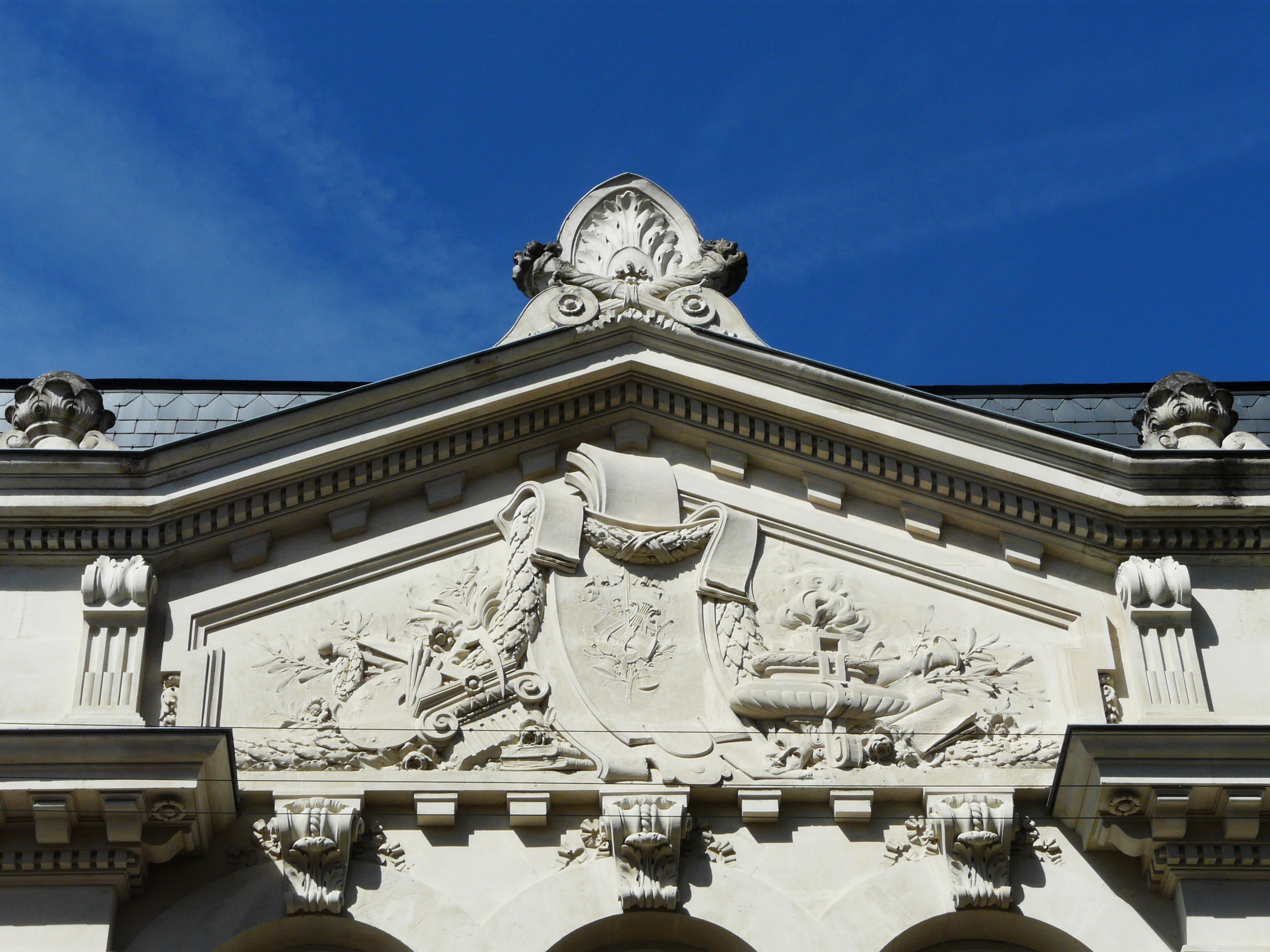
Le fronton
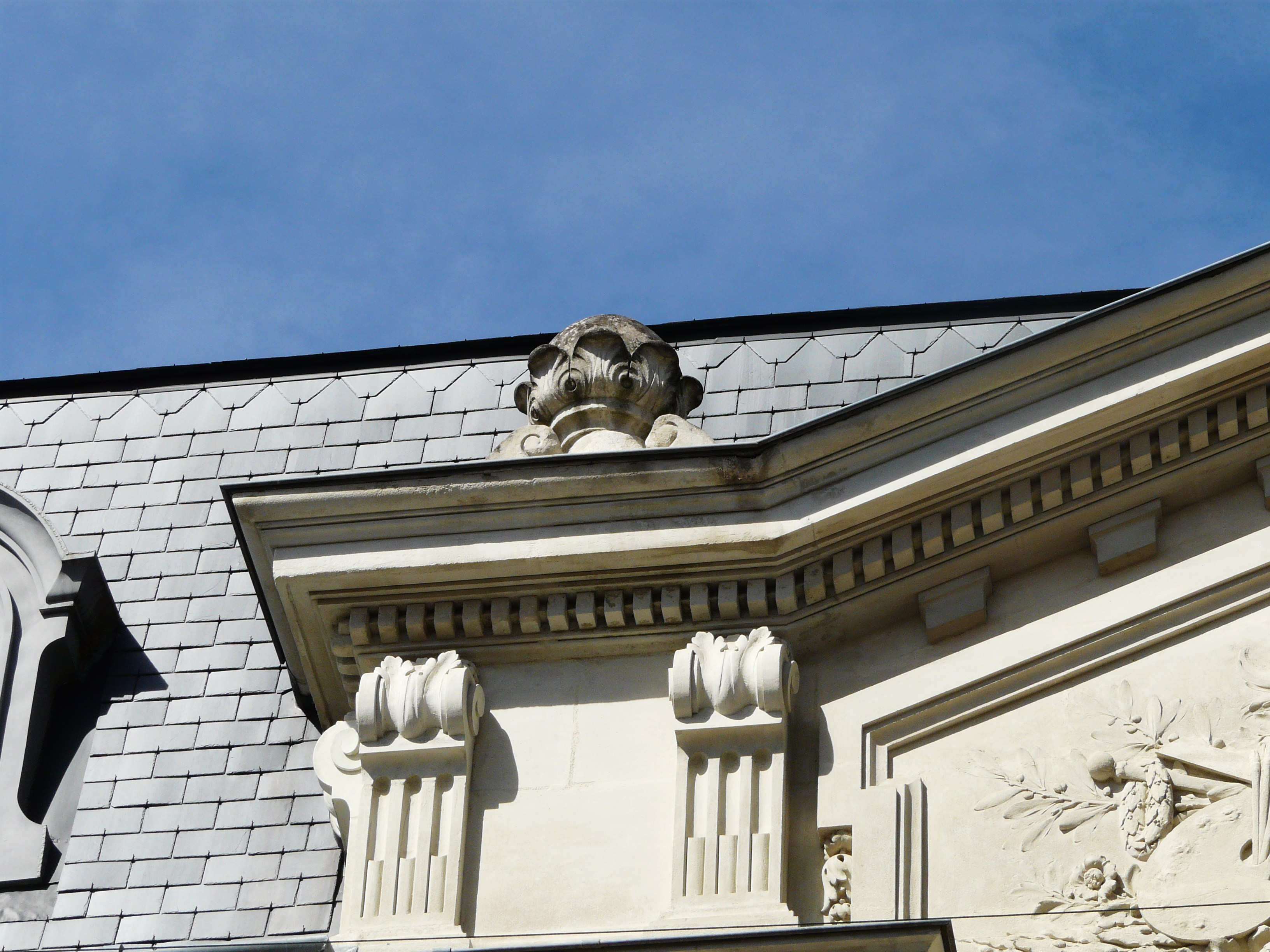
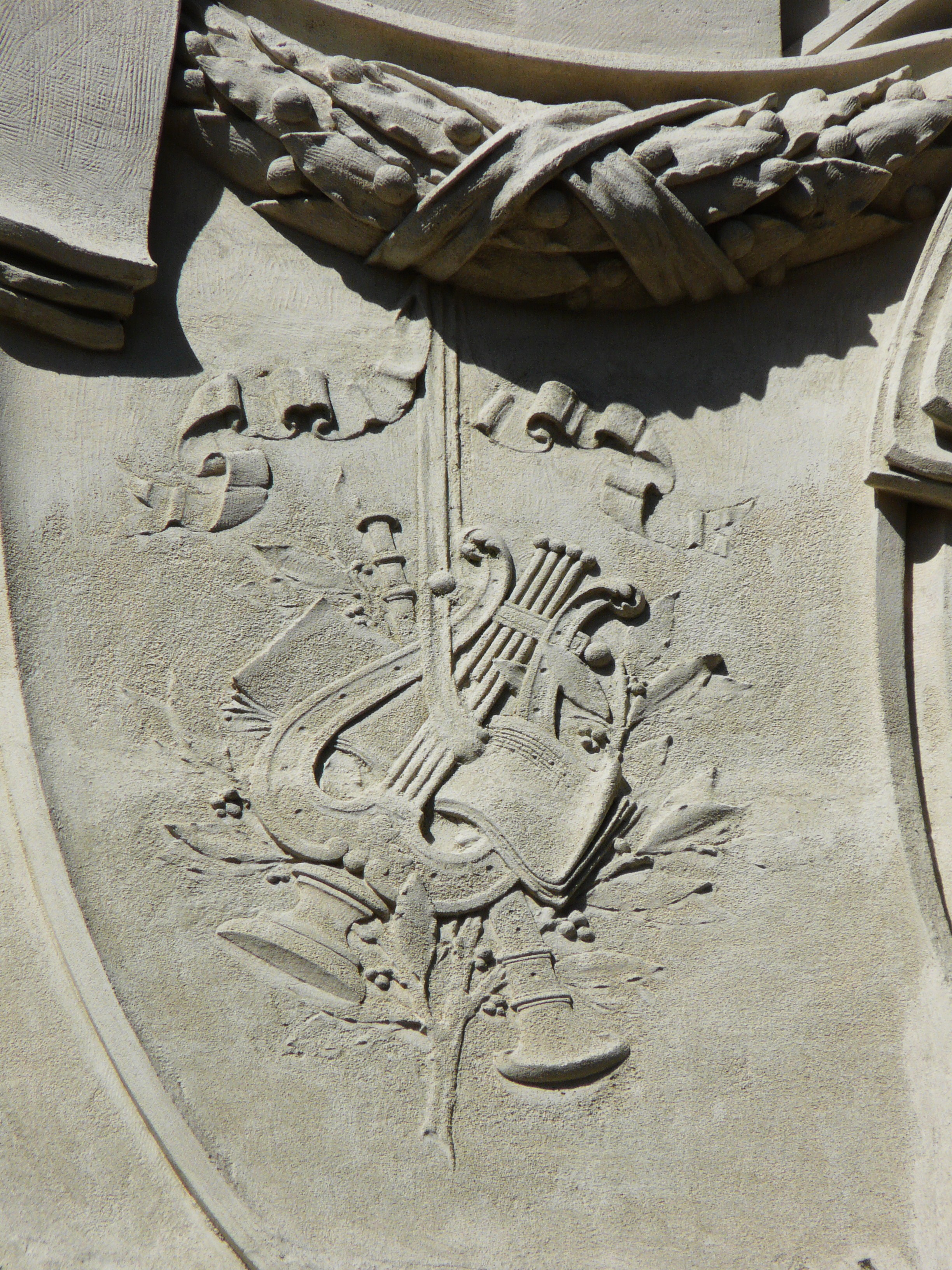
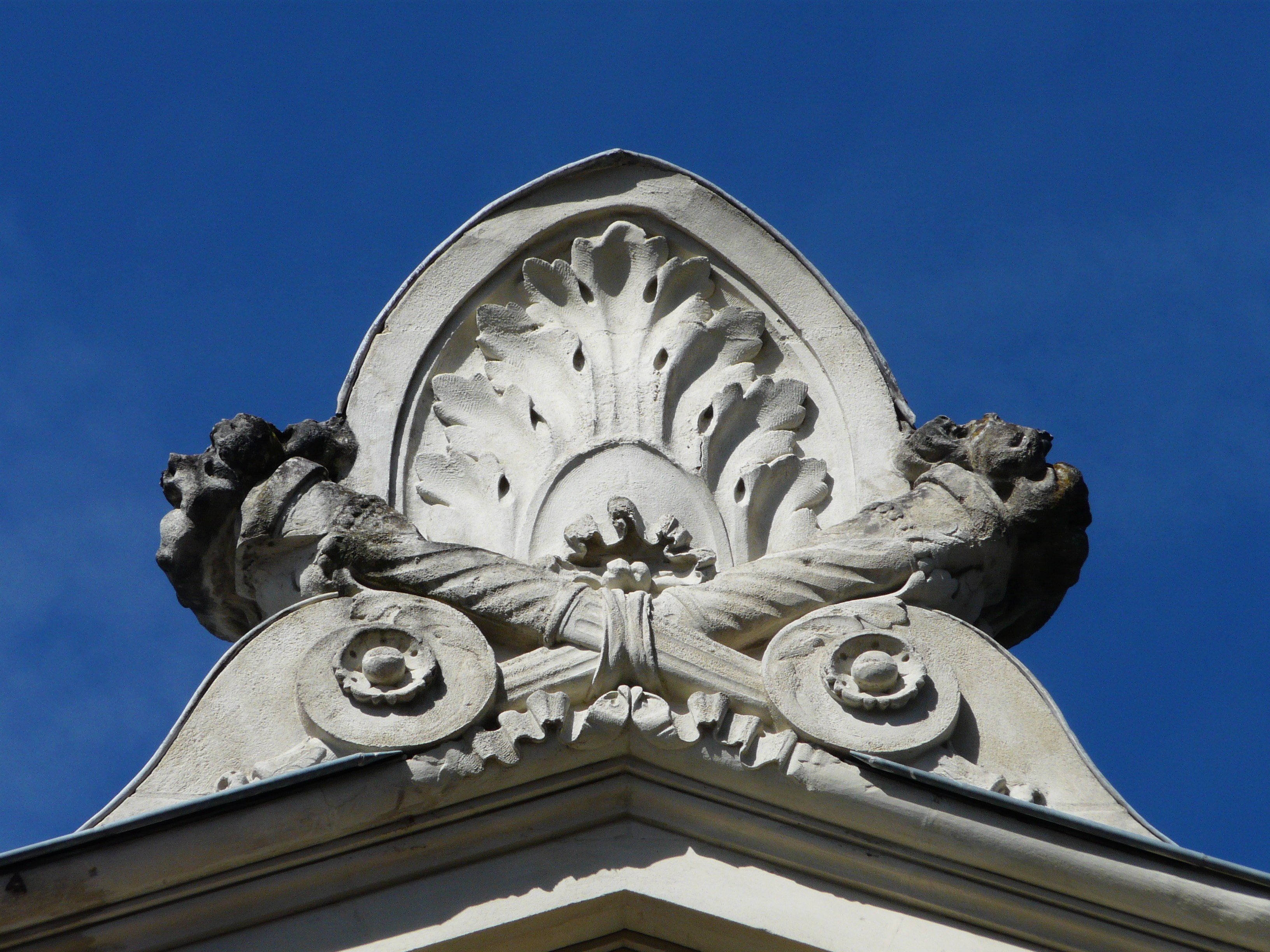